# A Goofy Movie
A Goofy Movie (conocida en Hispanoamérica como Goofy, la película y en España como Goofy e hijo) es una película animada de comedia y aventuras con elementos musicales, estrenada en 1995. Fue dirigida por Kevin Lima —en su debut directoral— y producida por DisneyMovie Toons y Disney Television Animation. Está basada en la serie de televisión La Tropa Goofy, creada por Robert Taylor y Michael Peraza, y funciona como continuación independiente de esta. Cuenta con las voces de Bill Farmer, Jason Marsden, Jim Cummings, Kellie Martin, Rob Paulsen, Pauly Shore, Jenna von Oÿ y Wallace Shawn. Ambientada tres años después de La Tropa Goofy, la película se centra en la relación de Goofy con su hijo adolescente Max, mientras se embarcan en un accidentado viaje en carretera para mejorar sus lazos familiares.
Inicialmente, Disney pensó en realizar una película animada protagonizada por Goofy mientras consideraba ideas para un posible especial de televisión de La Tropa Goofy; por su parte, Lima quería «darle un lado emocional» al personaje que pudiera resonar con el público. La mayor parte del elenco del programa de televisión, incluidos Farmer, Paulsen y Cummings, retomaron sus respectivos papeles en el filme, mientras que Marsden reemplazó a Dana Hill como la voz de Max, debido a la diferencia de edad que tiene el personaje con su versión de La Tropa Goofy. Además, el artista de R&B Tevin Campbell proporcionó la voz del músico ficticio Powerline e interpretó las canciones «I 2 I» y «Stand Out».
Walt Disney Pictures estrenó A Goofy Movie en salas de cine de Estados Unidos y Canadá el 7 de abril de 1995; la compañía trató este lanzamiento como una simple obligación contractual debido al reciente despido del productor Jeffrey Katzenberg. Su lanzamiento inicial no logró buenos números de taquilla al recaudar 37.6 millones de USD, frente a un costo de producción de 18 millones, y recibió reseñas mixtas por parte de la crítica especializada. Sin embargo, gracias a su lanzamiento a nivel doméstico, obtuvo un culto de aficionados y se convirtió en una propiedad más prominente para la compañía. El 29 de febrero de 2000 se estrenó una secuela directa a video, titulada An Extremely Goofy Movie.

## Argumento
Goofy es padre soltero de un hijo de catorce años, llamado Max Goof, con quien tiene una relación tensa debido a los temores del joven de volverse como su padre. En el último día de clases antes de las vacaciones de verano, Max y sus amigos P.J. y Robert «Bobby» Zimuruski toman el auditorio escolar en medio del discurso del director Mazur para crear un pequeño concierto en el que Max imita al cantante de pop Powerline. Esta actuación logra convertirlo en una celebridad en la escuela e impresionar a su interés amoroso, Roxanne, a pesar del disgusto del director. Mientras tanto, Roxanne habla con Max y acepta ir con él a una presentación en vivo de Powerline, pero Mazur se comunica con Goofy y le advierte que el comportamiento de su hijo puede acarrearle serios problemas académicos.
Ajeno a los planes de Max con Roxanne y temiendo por el futuro de su hijo, Goofy decide llevarlo en un viaje de pesca desde su estado natal de Ohio hasta el Lago Destino, a través de la misma ruta que él y su padre siguieron en los años 1960 con la ayuda de un mapa. Antes de partir, Max se las arregla para ir a casa de Roxanne y cancelar su cita, pero cuando ella le insinúa que irá al evento con otra persona, el joven entra en pánico e inventa una historia en la que su padre es amigo de Powerline, y le promete que estará sobre el escenario durante el concierto.
A pesar de las objeciones de su hijo, Goofy planea su propio viaje, con resultados inicialmente desastrosos. Max hiere los sentimientos de su padre tras ser humillado en público sin intención por él durante una visita a un parque temático. Más tarde, Pete y P.J. se encuentran con ellos mientras acampan junto al lago; este último le cuenta a Max que todos sus compañeros esperan verlo en el escenario en el concierto de Powerline, y al mismo tiempo Pete insta a Goofy a mantener a su hijo vigilado. Goofy lleva a Max a pescar y le enseña una técnica conocida como «La Lanzada Perfecta», pero este movimiento atrae accidentalmente a un Pie Grande a su campamento. Pete y P.J. escapan, obligando a Goofy y Max a pasar la noche con la criatura. Mientras Goofy duerme, Max altera la ruta del mapa hacia Los Ángeles, lugar donde se celebrará el concierto.
La mañana siguiente, Goofy decide permitir a su hijo escoger el próximo destino del viaje, y ambos van a diferentes lugares que los satisfacen. Pasan por un motel donde se encuentran con Pete y P.J. nuevamente, y tras escuchar una conversación entre los chicos, Pete le confiesa a Goofy que Max alteró el mapa para que ambos se dirigieran a Los Ángeles. Al día siguiente, Goofy y Max llegan a un cruce: uno conduce a Idaho, y el otro a California. Max elige la ruta a California, lo que provoca que Goofy se frustre y detenga el auto en el Gran Cañón para tomar aire. Sin embargo, accidentalmente deja desactivado el freno y el vehículo empieza a avanzar por su cuenta; ambos lo persiguen y terminan en el Río Colorado. Después de una acalorada discusión, finalmente se reconcilian, y durante el proceso Max salva a Goofy de caer por una cascada usando la técnica de «La Lanzada Perfecta». Después de enterarse de la promesa de su hijo a Roxanne, Goofy decide llevarlo al concierto en Los Ángeles.
Ambos llegan al evento y se cuelan entre bastidores para terminar bailando en el escenario con Powerline, mientras Pete, P.J. y Roxanne observan el suceso. Goofy y Max regresan más tarde a casa de Roxanne en su auto averiado; allí, Max le cuenta la verdad a Roxanne, quien admite que empezó a sentir algo por él desde la primera vez que lo oyó imitar la risa característica de su padre. De repente, el automóvil de Goofy explota debido a los daños sufridos y lo expulsa por los aires. Tras caer por el tejado del porche de la casa de Roxanne, Max le presenta su nueva novia.

## Reparto de voz
- Jason Marsden como Max Goof, el problemático hijo adolescente de Goofy.[8]
  - Aaron Lohr proporciona la voz cantada de Max.[9]
- Bill Farmer como Goofy, un padre soltero y torpe que trabaja como fotógrafo en una tienda del centro comercial.[8]
- Jim Cummings como Pete, un amigo de Goofy.[8]
- Kellie Martin como Roxanne, el interés amoroso de Max en la escuela secundaria.[8]
- Rob Paulsen como P.J., hijo de Pete y mejor amigo de Max.[8]
- Pauly Shore (sin acreditar) como Robert «Bobby» Zimuruski, compañero de escuela de Max y de P.J.[10]
- Wallace Shawn como Mazur, el estricto director de la escuela.[8]
- Jenna von Oÿ como Stacey, la mejor amiga de Roxanne y presidenta de la clase estudiantil.[8]
- Frank Welker como Pie Grande, un críptido que vive en el bosque.[8]
- Tevin Campbell como Powerline, un famoso cantante de pop admirado por Max y sus compañeros.[11]

Junto con el reparto principal, Kevin Lima aportó su voz para Lester, un personaje que deambula por el parque, y también para el padre de Roxanne. Florence Stanley interpretó a una camarera, Jo Anne Worley a la señorita Maples, y Joey Lawrence a Chad. Julie Brown y Pat Buttram (en su último papel, pues falleció justo antes del estreno) interpretaron respectivamente a Lisa y al maestro de ceremonias del parque. Dante Basco realizó una pequeña aparición como Trekkie, un nerd que coquetea con Stacey. Asimismo, Wayne Allwine prestó su voz para el personaje de Mickey Mouse durante un cameo en la canción «On the Open Road», donde aparece haciendo autoestop junto con el Pato Donald en el transcurso del viaje de Goofy y Max. Por su parte, Pat Carroll y Corey Burton interpretaron a la mujer grande y a su pequeño esposo, respectivamente.

## Producción
A Goofy Movie se basa en La Tropa Goofy, un programa de televisión animado emitido en la franja The Disney Afternoon y creado por Robert Taylor y Michael Peraza, que se centra en la relación de Goofy con su hijo Max. Al considerar ideas para un especial de televisión, Disney finalmente decidió producir un largometraje sobre ambos personajes y contrató a Jymn Magon para escribir el guion. Los cineastas optaron por presentar a Max como un adolescente, aunque en La Tropa Goofy aparecía como un niño, y ambientaron esta nueva historia varios años después para convertirlo en un estudiante de secundaria. La película marcó el debut como director del artista y animador Kevin Lima, quien más adelante dirigió otras producciones de Disney, como Tarzán (1999), 102 dálmatas (2000) y Enchanted (2007). Lima afirmó en 1995 que «en lugar de mantener a Goofy unidimensional como en el pasado, queríamos darle un lado más emocional que contribuyera al arco emotivo de la historia. Queríamos que la audiencia viera sus sentimientos, más allá de sus travesuras». Magon declaró que esta dinámica padre-hijo tomó inspiración de una historia de Jeffrey Katzenberg —el entonces presidente de Walt Disney Studios—, en la que él y su hija, con quien tenía una relación distante en ese momento, hicieron juntos un viaje por carretera que mejoró considerablemente su situación.

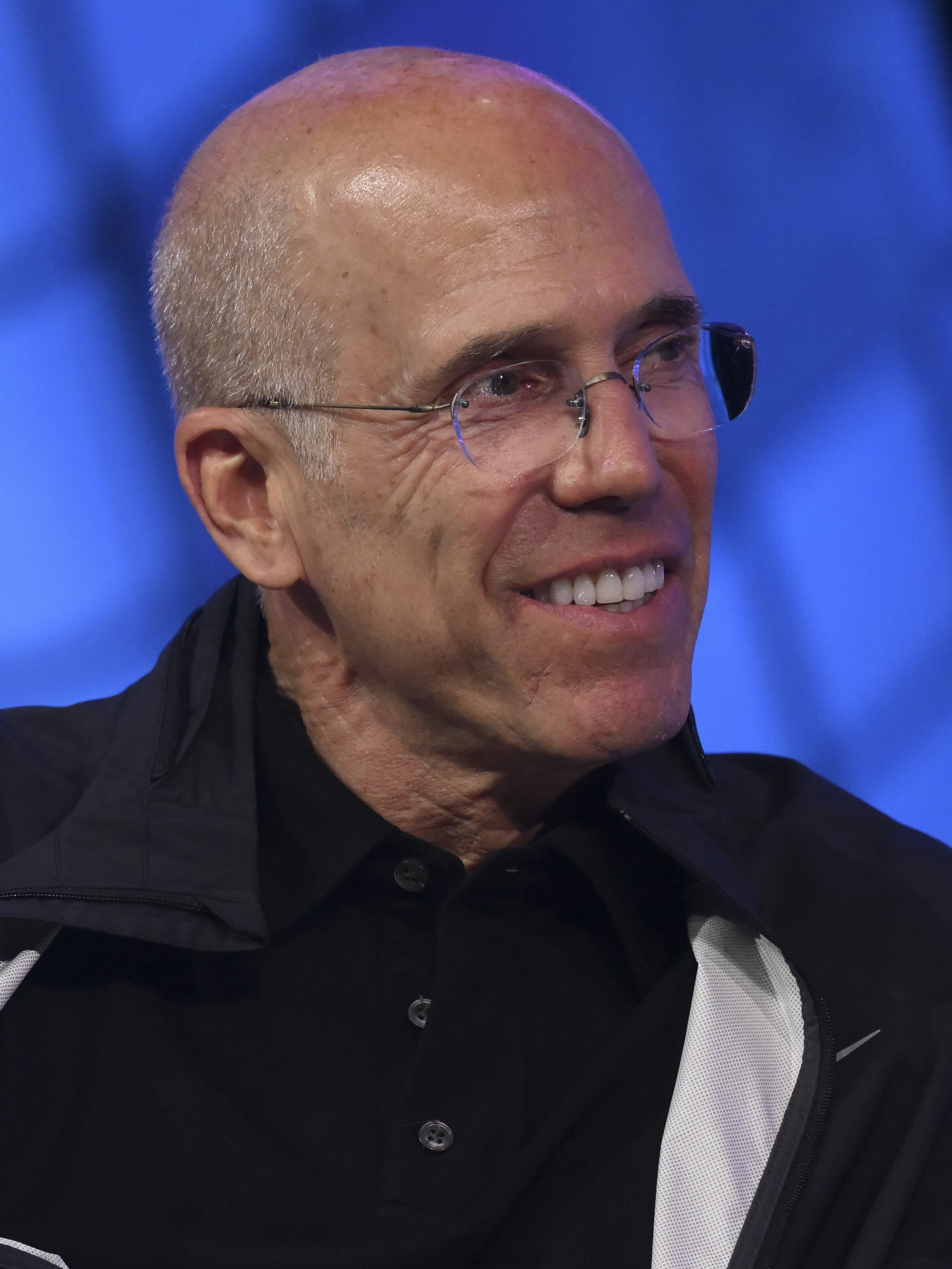
Una historia de reconciliación del animador y productor Jeffrey Katzenberg con su hija inspiró a los guionistas para crear la historia de la película.

Aunque se trata de una producción de Disney, A Goofy Movie fue considerada mucho menos esencial que otros trabajos del estudio, como El rey león, por lo que el presupuesto asignado fue mucho menor en comparación. La película fue producida conjuntamente por Walt Disney Feature Animation, Walt Disney Television Animation y Disney MovieToons, con la subcontratación de Walt Disney Animation France, Walt Disney Animation Australia y otros estudios de animación de la compañía en España y Canadá.
La preproducción se realizó en el estudio principal de Feature Animation en Burbank, California, desde mediados de 1993, y el trabajo de animación tuvo lugar en Walt Disney Animation France en París, supervisado por Paul y Gaëtan Brizzi, con escenas adicionales animadas en el estudio de Disney en Sídney (bajo la dirección de Steve Moore) y un trabajo de limpieza realizado en el estudio principal de Burbank. En los estudios Phoenix Animation de Canadá se llevaron a cabo ediciones de limpieza y animación adicionales, y la labor de entintado y pintura corrió a cargo de los estudios Pixibox en Francia. Aunque el lanzamiento de la película estaba planeado para el Día de Acción de Gracias de 1994, sufrió un retraso porque el monitor utilizado para capturar la animación tenía un píxel muerto, lo que obligó al equipo a recuperar tres cuartas partes del filme nuevamente con un monitor sin defectos.
La mayoría del elenco de voces principales de La Tropa Goofy repitió su papel en A Goofy Movie, incluidos Bill Farmer como Goofy, Jim Cummings como Pete y Rob Paulsen como P.J. Para adaptarse a la diferencia de edad, el entonces estudiante de secundaria Jason Marsden aportó la voz de Max en reemplazo de Dana Hill; alternativamente, Aaron Lohr proporcionó la voz cantada de Max. Otros miembros del reparto fueron Kellie Martin como Roxanne, Jenna von Oÿ como Stacey y Pauly Shore como Bobby Zimuruski. Jeffrey Katzenberg le pidió a Farmer, quien pasó más de cuarenta días grabando diálogos en un lapso de dos años y medio, que le diera a Goofy una voz normal en lugar de su característica voz caricaturesca; sin embargo, Farmer insistió en que el público quería escuchar al Goofy con el que ya estaban familiarizados. Después de grabar líneas de esta manera durante una semana y media, Michael Eisner y Roy E. Disney le solicitaron a Farmer que hablara con la voz original del personaje, lo que provocó que los diálogos fueran grabados de nuevo en su totalidad.
Farmer declaró que usó una «imagen mental» de su hijo de cinco años en ese momento para asumir completamente su papel de padre amoroso, y Magon escogió el apellido Mazur en honor al director de su propia escuela secundaria. El personaje de Powerline está inspirado en gran medida en estrellas del pop reales, como Michael Jackson, Prince y Bobby Brown. El artista de R&B Tevin Campbell proporcionó la voz de este personaje, y para ello grabó los temas «I 2 I» y «Stand Out» frente a una pantalla verde mientras realizaba su propia coreografía. La película está dedicada a la memoria de Pat Buttram, quien aportó la voz del maestro de ceremonias del parque, ya que falleció después de terminar su trabajo para el filme.

## Música
Aunque Carter Burwell se encargó de componer la música original para la película, en colaboración de Shirley Walker como directora de orquesta, el estudio decidió contratar a Don Davis para modificar su partitura en lugar de escribir una completamente nueva. Acerca de esto, Burwell manifestó más tarde: «Mi partitura se basaba en una instrumentación poco habitual (banjo, percusión y coro, por ejemplo), [pero] Disney quería una escala de barrido y el efecto familiar de una partitura sinfónica». A Davis se le atribuyeron créditos de «música adicional» en la película y en el álbum de la banda sonora. Las canciones «I 2 I» y «Stand Out» fueron interpretadas por Tevin Campbell, mientras que Bill Farmer y Aaron Lohr proporcionaron su voz en «After Today», «On the Open Road» y «Nobody Else But You». El álbum de la banda sonora fue publicado por Walt Disney Records el 18 de marzo de 1995.

### Canciones
Las canciones originales interpretadas en la película incluyen:

| N.º | Título                 | Intérpretes              | Duración |  |
| 1.  | «After Today»          | Aaron Lohr y coros       | 2:23     |  |
| 2.  | «Stand Out»            | Tevin Campbell           | 3:02     |  |
| 3.  | «On the Open Road»     | Bill Farmer y Aaron Lohr | 3:03     |  |
| 4.  | «Lester's Possum Park» | Coros                    | 1:27     |  |
| 5.  | «Nobody Else But You»  | Bill Farmer y Aaron Lohr | 2:37     |  |
| 6.  | «I 2 I»                | Tevin Campbell           | 4:03     |  |

## Estreno

### En cines
La salida de Jeffrey Katzenberg de Disney en abril de 1995 por tensiones con el director ejecutivo Michael Eisner ocasionó que la compañía estrenara A Goofy Movie como una simple obligación contractual. Originalmente, su estreno en cines estaba programado para el 18 de noviembre de 1994, pero los contratiempos en la producción lo retrasaron hasta abril de 1995, por lo que la compañía publicó una reedición de El rey león para suplir esta ausencia. El estreno mundial tuvo lugar el 5 de abril de 1995 en el área del AMC Pleasure Island del Walt Disney World Resort de Lake Buena Vista, y contó con la presencia del director Kevin Lima y de los actores Bill Farmer y Jenna von Oÿ; dos días después, el filme se exhibió en salas de todo el país. Tuvo una proyección limitada en el El Capitan Theatre del 25 de agosto al 4 de septiembre de 2017.

### En formato casero
A Goofy Movie fue lanzada por primera vez en VHS y Laserdisc por Walt Disney Home Video en los Estados Unidos y Canadá el 6 de septiembre de 1995. Su versión estadounidense para VHS incluía el videoclip de la canción «Doctor Looney's Remedy» de la banda californiana Parachute Express. Se estrenó en los cines del Reino Unido el 18 de octubre de 1996 (precedido por el cortometraje Runaway Brain de Mickey Mouse), y en formato VHS en 1997. Se reeditó el 20 de junio de 2000 junto con su versión en DVD como parte de la serie Walt Disney Gold Classic Collection, con la inclusión del episodio «Calling All Goofs» de La Tropa Goofy, el capítulo «The Goofy Success Story» de la serie de televisión de antología de Disney y una edición especial de la canción «Mambo No. 5» de Lou Bega. Hasta la fecha, A Goofy Movie y Doug's 1st Movie son los únicos filmes animados de Disney producidos en pantalla ancha que sólo se editaron en DVD pan and scan para Región 1. Asimismo, la compañía publicó la película en formato blu-ray el 23 de abril de 2019 como exclusiva del Disney Movie Club junto con su secuela An Extremely Goofy Movie.

## Recepción

### Desempeño de taquilla
La cinta se estrenó en 2 159 cines y en su primer fin de semana recaudó 6,1 millones de dólares estadounidenses en ingresos de taquilla (USD en adelante). Ocupó el segundo lugar detrás de Bad Boys, filme estrenado el mismo fin de semana que logró 15,5 millones de USD. Finalmente pudo recaudar 35,3 millones de USD tras su paso por los cines de Estados Unidos. A nivel internacional cosechó 2,3 millones de USD —debido en parte a que no se exhibió en la mayoría de los territorios de ultramar—, para un total mundial de 37,6 millones de USD.

### Respuesta de la crítica y reconocimientos
A Goofy Movie tuvo una recepción mixta. La página especializada en reseñas cinematográficas Rotten Tomatoes le otorgó una aprobación del 61 % con una calificación promedio de 6.3 sobre 10, basada en 28 críticas. El consenso del sitio afirma: «A Goofy Movie ofrece suficiente de su figura principal para satisfacer a los espectadores más jóvenes, aunque la mayoría de los padres estarán de acuerdo en que este querido personaje merece algo mejor». En Metacritic tiene una puntuación de 53 basada en 17 reseñas, que indica «críticas mixtas o promedio».

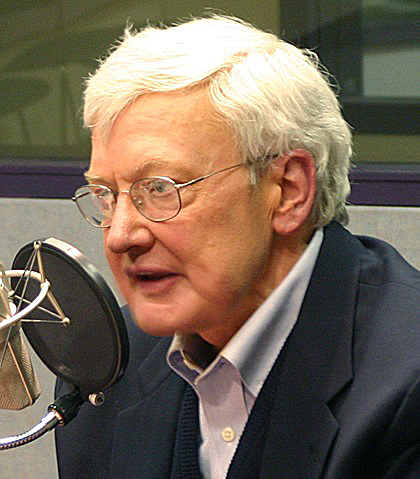
El crítico cinematográfico Roger Ebert calificó a A Goofy Movie con tres estrellas sobre cuatro posibles, aunque solamente pudo observar entre 35 y 40 minutos del filme.

Roger Ebert la calificó con tres estrellas de cuatro posibles, aunque durante la proyección ocurrió un error técnico y solamente pudo observar entre 35 y 40 minutos. Más adelante tuvo la oportunidad de ver el filme en su totalidad, y decidió mantener su calificación inicial. En su reseña para The Austin Chronicle, Louis Black le otorgó una estrella y afirmó que se trata de una película sosa y poco divertida, que parece «un dibujo animado televisivo estirado para llenar un largometraje». Peter Stack de San Francisco Chronicle la definió como «brutal» y manifestó que «no se puede negar que A Goofy Movie no puede ser un momento de orgullo para Walt Disney Pictures». Mientras que la reseña de Los Angeles Times cuestionó el tono general de la película, Bob McCabe de Empire le dio tres estrellas de cinco posibles y la definió como «un día al sol bastante inofensivo para Goofy [...] es una lástima que haya una sensación abrumadora de que se merecía algo mejor».
Stephen Holden de The New York Times se refirió a la historia como «demasiado incoherente y emocionalmente difusa para que el personaje principal cobre vida», y Todd McCarthy de Variety criticó la música y sintió que la personalidad de Goofy, aunque bastante agradable para un personaje de apoyo, demostró ser un poco exagerada para una figura principal, y que «en cualquier caso razonable, es claramente prepotente y egoísta, y responde con un insulso rechazo a cualquier opinión expresada por su hijo».
En los últimos años el filme ha logrado una mejor valoración, e incluso es considerado como un «verdadero clásico de culto» por Drew Taylor de la revista Vanity Fair. Rafael Matomayor escribió para el portal Rotten Tomatoes en 2020: «Con una historia a pequeña escala en la que los niños pueden verse a sí mismos, una excelente representación de la vida adolescente y las relaciones padre e hijo y, lo que es más importante, una banda sonora llena de canciones que rivalizan las de Rice y Menken, la película tiene algo para todos los gustos». Por su parte, Nell Minow de Common Sense Media elogió su tono discreto y su humor y concluyó que «incluso los preadolescentes disfrutarán este viaje por carretera con Goofy». Princess Weekes del portal The Mary Sue afirmó que la banda sonora y la historia son esenciales para que A Goofy Movie pueda ser considerada como «la película perfecta de padre e hijo».
A Goofy Movie obtuvo una nominación como mejor película animada en la categoría de producción, y también cosechó nominaciones en las categorías individuales de mejor diseño de producción, mejor guion gráfico, mejor música y mejor animación en la vigesimotercera edición de los Premios Annie (1995).

## Legado
Tras su tibio desempeño inicial en los cines, con su lanzamiento en formato casero en 1995 logró mejores números y empezó a ganar seguidores de culto; este interés se atribuye a la combinación de una banda sonora efectiva con una historia de conexiones intergeneracionales entre padres e hijos, y dio lugar a la comercialización de productos relacionados con el filme en las principales minoristas.
El 14 de agosto de 2015 se celebró una reunión por el vigésimo aniversario de la película en la D23 Expo en el Centro de Convenciones de Anaheim, California. Entre los asistentes se encontraban Bill Farmer, Jason Marsden, Jim Cummings, Rob Paulsen, Jenna von Oÿ y el productor Don Hahn. Wallace Shawn, Pauly Shore y Kevin Lima participaron mediante mensajes de video. El panel también incluyó actuaciones musicales de Farmer, Marsden y Tevin Campbell, y registró la asistencia más grande del evento al reunir alrededor de mil espectadores, lo que obligó a los organizadores a limitar la entrada por la falta de asientos.

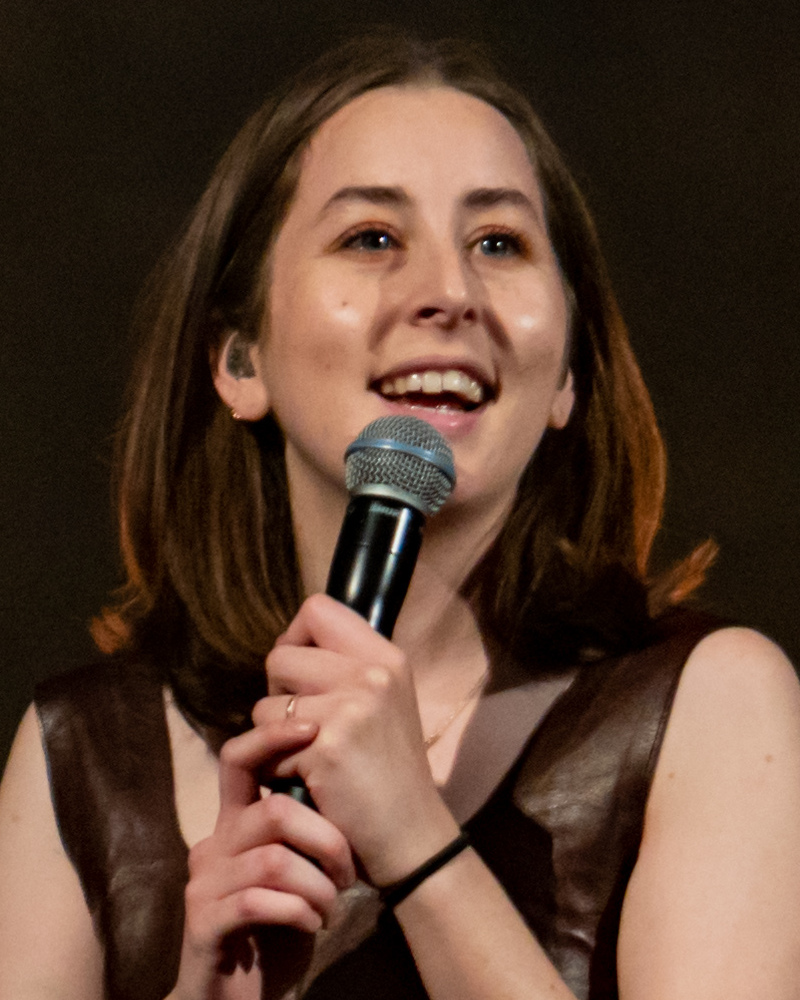
La actriz y cantante Alana Haim confesó en 2022 que A Goofy Movie es su película favorita.

En 2016, Campbell publicó un video participando en una jam session con la banda Enfield, en la que interpretó las canciones «I 2 I» y «Stand Out». En junio de 2018 se inauguró un evento de una semana titulado Disney FanDaze en Disneyland Paris, con varias actuaciones dedicadas en homenaje a las franquicias de la compañía. Entre estas se encontraba Max Live! Gettin' Goofy With It, en la que el personaje de Max Goof interpretaba canciones del filme. En abril de 2019, el concursante Uché cantó «I 2 I» en el especial Top 10 Disney Night durante la decimoséptima temporada de American Idol.
Según el coproductor Frank Angones, A Goofy Movie fue una gran influencia durante el desarrollo inicial de la serie de televisión Patoaventuras de 2017, en particular en su versión del Pato Donald, ya que los creadores «querían que [la] serie hiciera por Donald lo que A Goofy Movie hizo por Goofy». El seriado presenta varias referencias a la película, como las apariciones del tema «Stand Out» y del parque Lester's Possum, e imágenes de Goofy, Max y Roxanne. En octubre de 2021, Cody Rigsby y Cheryl Burke bailaron al ritmo de dicha canción durante la primera noche del especial Disney Week en la trigésima temporada de Dancing with the Stars. Durante una entrevista para la revista i-D tras el lanzamiento del filme Licorice Pizza de Paul Thomas Anderson, la actriz principal Alana Haim mencionó a A Goofy Movie como su película favorita, y añadió: «Si no la has visto, tienes que [hacerlo]. Es la mejor película de todos los tiempos».
En 2022, la directora de Pixar, Domee Shi, dijo que se había inspirado en el filme para la historia de su debut, Turning Red (2022). El octavo episodio de la cuarta temporada de Atlanta, titulado «The Goof Who Sat By the Door», es un falso documental sobre el rodaje de la película. En mayo de 2024 se estrenó en el Festival de Cine DocLands un documental que detalla su producción y su posterior estatus de culto. Titulado Not Just a Goof, está dirigido por los fanáticos Christopher Ninness y Eric Kimelton. Se lanzó en Disney+ el 7 de abril de 2025. En octubre de 2024, cuatro parejas interpretaron un estilo libre por equipos de «I 2 I» durante la noche de Disney en la trigesimotercera temporada de Dancing with the Stars..

## Secuela
Una secuela directa a video, titulada An Extremely Goofy Movie, fue publicada en formatos DVD y VHS en el año 2000 y sirve como final para la serie La Tropa Goofy en conjunto. Goofy, Max, PJ, Pete y Bobby retornaron en esta producción, aunque a Roxanne ni siquiera se le menciona. En la cinta, Goofy pierde su trabajo y se inscribe en la universidad donde su hijo toma clases, mientras Max y sus amigos participan en un torneo de X Games. Al igual que la original, la secuela cosechó una recepción crítica mixta, y ostenta un 63 % de aprobación en Rotten Tomatoes.